# 魔界プリンセスフィリーネの優雅な搾精ライフ 〜打ち止めなんて許さないわよ〜
『魔界プリンセスフィリーネの優雅な搾精ライフ 〜打ち止めなんて許さないわよ〜』（まかいプリンセスフィリーネのゆうがなさくせいライフ うちどめなんてゆるさないわよ）は、日本のアダルトゲームブランド・Nornがダウンロード版を2010年5月28日、パッケージ版を2010年6月25日に発売した18禁アドベンチャーゲーム。また、DVDPG版が2012年4月12日に発売されている。

## 概要
本作は「魔界プリンセス」を冠しているが2009年に発売された魔界プリンセスシリーズ3部作とは登場人物や設定が異なっており、同シリーズの作品には含まれない。ただし、シナリオは魔界プリンセスシリーズ3部作と同じライターが担当している。選択肢は1箇所のみ存在するが、エンディングは1種類のみである。また、本作は他のNorn作品の多くと異なりヒロインが主人公の子供を妊娠する描写が無く、擬似的に膨腹する描写が存在するのみとなっている。

## ストーリー
大学に入ったばかりの主人公・河野直紀はある日、妖艶な美女・フィリーネに幽霊屋敷と噂される街外れの古びた洋館への道を尋ねられる。特に用事も無かったので直紀はその美女を連れて洋館へ道案内するが、その途中で無謀運転により飛び出して来た車からフィリーネをかばい瀕死の重傷を負ってしまう。
ところが、死と生を司る魔王・フレイズールの娘であるフィリーネは直紀に自分の魔力を分け与えて死の淵から蘇生させ、代償として自分の下僕になり魔力の源として精を供給し続けるように命じる。こうして、下僕となった直紀のフィリーネから激しく精をしぼり取られる日々が始まったのであった。

## スタッフ
- 原画 Louis&Visee
- シナリオ leimonZ

## 要求スペック
- OS - Windows 98以降
- CPU - Celeron333MHz以上
- 必要メモリ - 64MB
- 推奨メモリ - 128MB
- 解像度 - 800×600（High color以上）
- DirectX - DirectX7.0以上
- デバイス - マウス